# Real Oviedo
Real Oviedo ist ein spanischer Fußballklub aus Oviedo, der Hauptstadt der Autonomen Gemeinschaft Asturien. Dem im 20. Jahrhundert lange Zeit erstklassig spielenden Verein gelang 2025 nach 24 Jahren die Rückkehr in die Primera División.
Der Verein wurde 1926 als Oviedo FC gegründet und spielt seit 2000 im Estadio Nuevo Carlos Tartiere. Real Oviedo spielt traditionell in Blau und Weiß.

## Gründung und frühe Jahre
Der Klub entstand am 26. März 1926 durch Fusion der beiden Vereine Stadium Overtense Oviedo und CD Overtense Oviedo. Damals trug er den Namen Oviedo FC, durfte aber bereits ab 1927 den Beinamen Real tragen. Trainer im ersten Jahr der Vereinsgeschichte war der berühmte englische Fußballpionier Fred "El Bombin" Pentland.
Mit der Reform des spanischen Ligasystems spielte der FC ab 1928 in der zweiten Liga. In der Saison 1931/32 kam man dem Aufstieg erstmals nahe, verpasste diesen jedoch um zwei Punkte. Ein Jahr später lief es besser und Real stieg als Meister auf.
Bekannt war der Verein in dieser Zeit für seine sehr offensive Spielweise. Dies zeigt auch das Torverhältnis der ersten Erstligasaison: In 18 Spielen lag es bei 51:45. Somit hatte Real die meisten Tore geschossen, aber auch fast die meisten kassiert.
Die änderte sich auch in der folgenden Saison nicht, aber dennoch wurde Real diesmal Dritter.
1935/36 wollte man erstmals um die Meisterschaft mitringen, verpasste diese aber um drei Punkte und wurde erneut Dritter.
Der Klub stand 1936 vor einer rosigen Zukunft. Dies änderte sich aber nur zwei Monate nach dem letzten Saisonspiel schlagartig, als der Spanische Bürgerkrieg begann.

## Nach dem Bürgerkrieg
Mit Ende des Bürgerkriegs 1939 stand der Verein vor dem Nichts. Das Stadion war fast komplett zerstört worden und mehrere Mitglieder der glorreichen Mannschaft der Dreißiger waren gefallen. Der Verband hatte allerdings ein Einsehen. Die Carbayones durften den Spielbetrieb ein Jahr aussetzen, ohne abzusteigen. In dieser Zeit wurde das Stadion wieder aufgebaut und neue Spieler konnten angeworben werden.
In den ersten beiden Saisons musste sich Oviedo erst wieder etablieren, von 1942 bis 1949 kam dann wieder eine erfolgreiche Zeit, in der man u. a. zweimal Fünfter und zweimal Vierter wurde.
1950 kam plötzlich der komplette Absturz. Dieser kam zudem auch noch völlig unerwartet, da Real in der Saison zuvor Fünfter geworden war. Als Tabellenletzter hatte man dennoch die Chance zum Klassenerhalt, denn selbst dieser Platz berechtigte in diesem Jahr zur Relegation. Diese wurde allerdings 0:2 gegen Real Murcia verloren.
1952 bis 1954 spielte Real wieder in der ersten Liga, bevor der Abstieg erneut für das Ende dieses kurzen Hochs sorgte.
In den sechziger Jahren war Oviedo wieder etwas länger Mitglied der ersten Liga. Auch dieser Erstligaaufenthalt endete wieder vollkommen unerwartet. 1963 war man Dritter, im Jahr darauf folgte der Absturz auf Rang 14 und wieder ein Jahr später gar der Abstieg.
Nach kurzen Intermezzos folgte ab 1976 eine zwölfjährige Abstinenz von der ersten Liga.

## Entwicklung seit 1988
1988 folgte dann endlich der lang ersehnte Wiederaufstieg. Es herrschte Aufbruchstimmung und in den ersten beiden Spielzeiten bestand man mit Platz elf und zwölf erfolgreich. In der Saison 1990/91 qualifizierte sich der Klub als Sechstplatzierter gar erstmals für den UEFA-Pokal. Dort schied man allerdings schon in der ersten Runde gegen den CFC Genua aus. Die folgenden Jahre waren von grauem Mittelmaß geprägt, denn ein Erfolg wie 1991 sollte nicht noch einmal gelingen. Ab 1996 wurde nur noch gegen den Abstieg gekämpft. Im Jahr 2000 wurde das neue Stadion eröffnet, das nach Carlos Tartiere benannt wurde, der von 1926 bis 1950 Vereinspräsident war und als einer der Gründerväter des Vereins gilt. Das Stadion sollte jedoch nur ein Jahr Erstligafußball sehen. Ein Sieg am letzten Spieltag der Saison 2000/01 hätte zum Klassenerhalt gereicht, doch ein 2:4 auf Mallorca besiegelte den Abstieg. Obwohl dieser im Gegensatz zu manch anderen erwartet kam, traf er den Verein von allen doch am härtesten. In der zweiten Liga schien der Abwärtstrend zunächst gestoppt. Doch nach dem Absprung vieler Spieler und Sponsoren folgte in der Saison 2002/03 nicht nur der sportliche Abstieg in die dritte Liga, sondern wegen nichtbezahlter Spielergehälter gar der Zwangsabstieg in die viertklassige Tercera División. 2009 gewann Real Oviedo in den Relegationsspielen um den Aufstieg in die Segunda División B gegen RCD Mallorca B im Elfmeterschießen und spielte somit seit der Saison 2009/10 wieder in der dritthöchsten spanischen Liga.
Im November 2012 wurde bekannt, dass der Mexikaner Carlos Slim, laut Forbes der reichste Mensch der Welt, sich für rund zwei Millionen Euro 35 Prozent der Anteile am Klub gesichert hat.
Zur Saison 2014/15 gelang der Wiederaufstieg in die Segunda Division, in der der Verein ab der Saison 2015/16 spielte.
Nach mehr als zwei Jahrzehnten gelang Real Oviedo zur Saison 2025/26 der Aufstieg zurück in die Primera División. 16 Jahre zuvor trat man noch in der vierten spanischen Liga an. Am 21. Juni 2025 feierten die Fans die Rückkehr in die spanische Elite, durch einen Sieg im Rückspiel gegen CD Mirandés.

## Bilanz

### Titel
- Meister der Segunda División: 1933, 1952, 1958, 1972, 1975
- Meister der Segunda División B: 2015

### Saisons
- 38 Saisons in der Primera División
- 34 Saisons in der Segunda División
- 9 Saisons in der Segunda División B
- 4 Saisons in der Tercera División

## Ehemalige  Spieler
- Robert Prosinečki
- Nikola Jerkan
- Marius Lăcătuș
- Thomas Christiansen
- Abel Xavier
- Stan Collymore
- Wiktor Saweljewitsch Onopko
- Carlos Muñoz Cobo
- Michu
- Juan Mata
- Adrián López
- Santi Cazorla
- Esteban Suárez

## Trainer
- Fred "El Bombin" Pentland (1926–1927)
- Domènec Balmanya (1954–1955)
- Vicente Miera (1974–1977)
- Radomir Antić (1993–1995, 2000–2001)
- Óscar Tabárez (1997–1998)
- Luis Aragonés (1999–2000)

## Frauenfußball
Im Jahr 2017 inkorporierte Real Oviedo die Frauenfußballmannschaften von Oviedo Moderno CF, die fortan zur Frauenfußballsektion des Klubs wurden. Die erste Mannschaft bestreitet die Segunda División.